# Lotnisko Fürstenfeld
Lotnisko Fürstenfeld (Flugplatz Fürstenfeld) – lotnisko obsługujące Fürstenfeld w Austrii (Styria).